# مهبط (كيمياء)
المهبط (أو حرفيًا الكاثود) هو قطب الدائرة الكهربائية الذي يحدث عنده عملية اختزال الإلكترونات، واتفق العلماء على جعل إشارة المهبط موجبة في الخلية الكهربائية حيث يكتسب المهبط إلكترونات خلال عملية الاختزال الكيميائي، وعادة ما يتكون المهبط من معدن على هيئة لوح أو قضيب يـُغمس في محلول موصل للتيار يسمى كهرل كما في حالة خلية دانيال حيث يتكون المهبط من لوح نحاس منغمس في محلول كبريتات النحاس.
في الشكل يكتسب أيون النحاس ذو شحنة كهربية موجبة القادم من المحلول إلى المهبط فيكتسب أيون النحاس إلكترونين قادمين من نصف الدائرة الخارجية ويتعادل ويترسب على لوح النحاس. هذان الإلكترونان قادمان من المصعد (Anode)، ويكون المصعد من معدن الزنك الذي يشكل نصف الخلية الثاني في الخلية الجلفانية.